# Пионерская площадь (Санкт-Петербург)

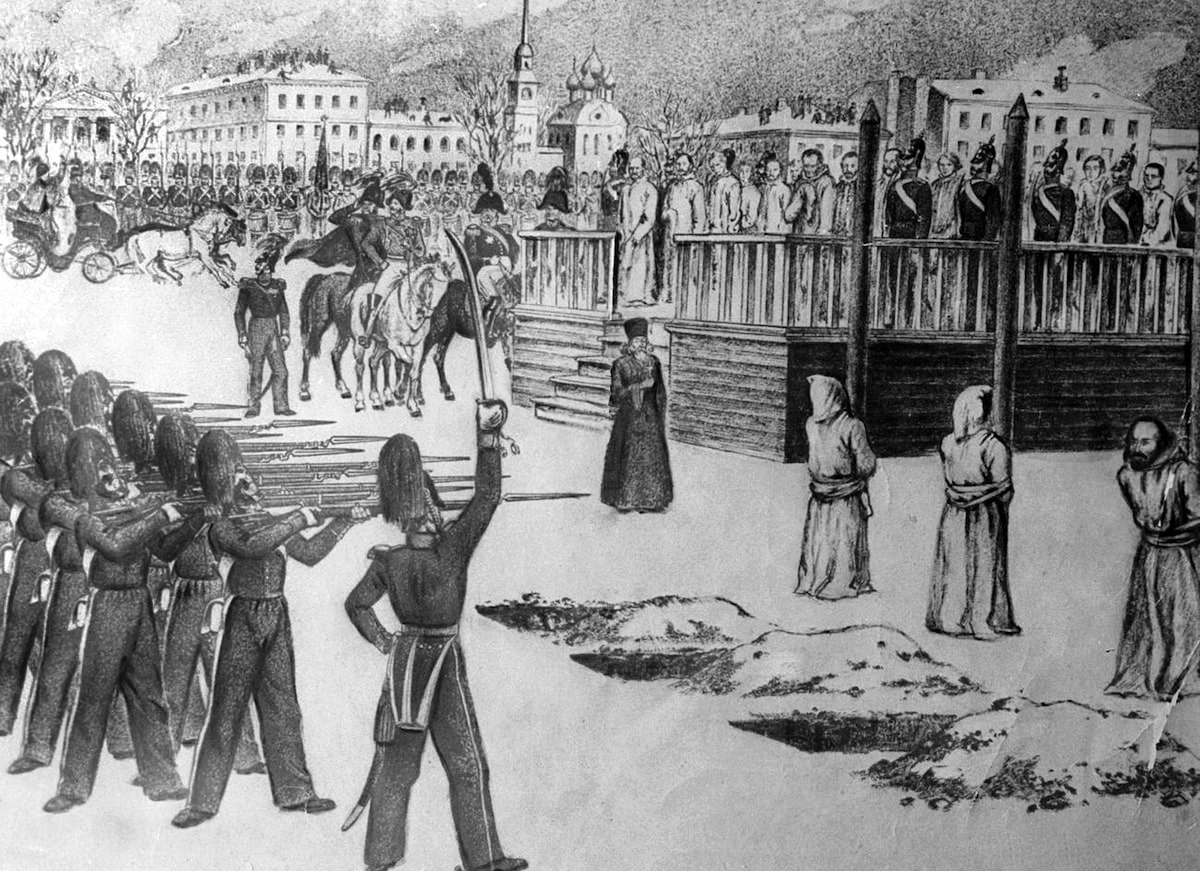
«Обряд казни на Семёновском плацу», рисунок Б. Покровского, 1849 год.

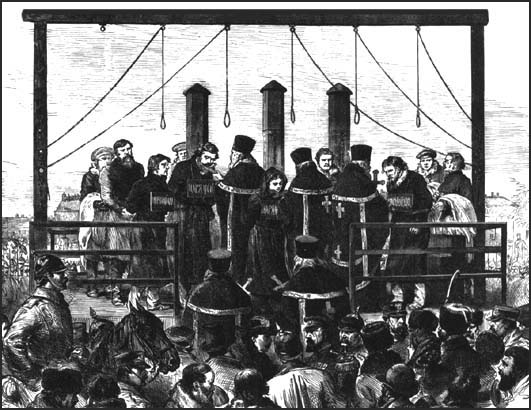
Казнь первомартовцев 3 апреля 1881 года

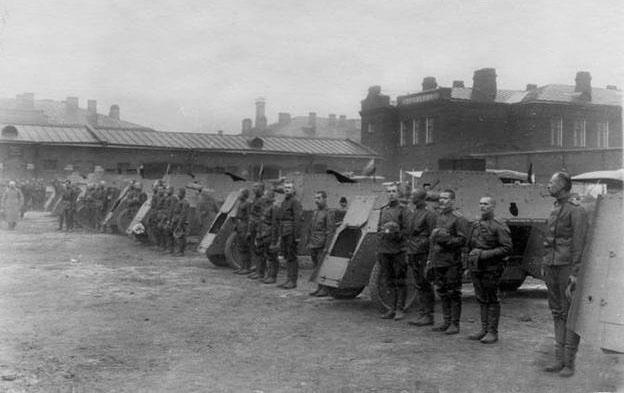
Торжественный смотр 1-й автомобильной пулемётной роты перед отправкой на фронт. Петроград, Семёновский плац, 19 октября 1914 года.

Пионе́рская площадь — площадь между Загородным проспектом, улицами Марата, Звенигородской и Подъездным переулком в Санкт-Петербурге. Исторически известна, как Семёновский плац.

## История

### Семёновский плац в конце XVIII и в XIX веке
На рубеже XVIII и XIX веков в этом районе расквартировывались Московский, Егерский и Семёновский полки. В результате казарменной застройки образовалась площадь в 26 гектаров, которая стала использоваться как плац. Границами этого плаца на севере и востоке с конца XVIII века были современные Загородный проспект и Звенигородская улица соответственно.
В XIX веке у Семёновского плаца появились новые границы — Обводный и Введенский каналы (Введенский канал соединял Фонтанку с Обводным; в конце 1960-х годов был засыпан, с 1980 года — улица Введенский канал).
В 1836—1837 годах от Семёновского плаца проложили первую в России пассажирскую железную дорогу из Петербурга в Царское Село и Павловск. Теперь с западной части плац ограничили железнодорожные пути.
С середины XIX века на Семёновском плацу стали проводиться публичные казни. Так, в 1849 году здесь была проведена инсценировка казни над участниками кружка Буташевича-Петрашевского (в последний момент было объявлено, что казнь заменена каторжными работами).
Среди переживших это событие был Фёдор Михайлович Достоевский.
В 1862 году на плацу были размещены торговые палатки. Появились они здесь на временной основе, в палатках торговали купцы, чьи торговые места сгорели во время пожара в Апраксином дворе. После постройки Александровского рынка у Фонтанки торговцы перебрались в новые помещения.
3 апреля 1881 года на Семёновском плацу состоялась казнь народовольцев — организаторов убийства императора Александра II. Перед собравшейся публикой повесили Желябова, Кибальчича, Рысакова, Михайлова и Перовскую. С Михайловым был связан один из самых драматичных моментов казни. Согласно традиции, того, у кого при повешении не выдерживала верёвка, было принято помиловать. У Михайлова верёвка рвалась дважды, однако приговор всё равно в итоге привели в исполнение. Казнь народовольцев стала последней публичной казнью в Санкт-Петербурге (не считая публичной казни военных преступников на площади Калинина в 1946 году).
В 1880-е годы на Семёновском плацу по проекту Леонтия Бенуа был выстроен семёновский ипподром. Первые бега здесь провели зимой 1880—1881 годов. Вначале все ипподромные сооружения были временные, постепенно Бенуа придал ипподрому фундаментальный вид. Вокруг поля по проекту архитектора были возведены трибуны с шатровыми башнями. Бега здесь устраивались по воскресеньям. Причём именно бега, скачек на Семёновском ипподроме никогда не было. В 1893 году на ипподроме прошёл первый в Петербурге футбольный матч.
В 1890-х годах между ипподромом и железной дорогой стали устраивать праздничные народные гуляния. В 1898 году балаганы и карусели окончательно переехали из центра города на Семёновский плац.

### Первая половина XX века
В начале XX века весь район Семёновского плаца оказался застроенным: в 1906—1916 годах на этой территории построены комплексы казарм, здесь разместились первый железнодорожный батальон (охранявший дорогу), автомобильная рота и военно-автомобильная школа. Кроме того, между Звенигородской улицей, 11 и Семеновским плацем появилась типография, где выпускались альбомы и книги, отмеченные высокими наградами на международных выставках.
Семёновский ипподром продолжал функционировать до Великой Отечественной войны. Он был разрушен во время блокады.

### Послевоенное развитие площади
После Великой Отечественной войны на месте разрушенного ипподрома до начала 1950-х годов находился пустырь, а затем парк площадью в 11 гектаров.
В 1950-е годы через бывший плац до Подъездного переулка была продлена улица Марата. У места их пересечения были построены новые здания и начала оформляться благоустроенная площадь.
В 1955 году вблизи этой площади была открыта станция метро «Пушкинская».
В 1959 году здесь был открыт памятник А. С. Грибоедову работы скульптора В. В. Лишева.
В мае 1962 года, в день 40-летия Всесоюзной пионерской организации имени В. И. Ленина, в центре площади открылось новое здание Ленинградского театра юных зрителей (главный архитектор А. В. Жук; архитекторы Т. Короткова, И. Корнилов, Н. Фёдорова). Сюда театр переехал из здания бывшего Тенишевского училища на Моховой улице, которое он занимал с 1922 года. В сентябре того же года площади присвоили её нынешнее название — Пионерская площадь. С 1980 года театр носит имя своего основателя: теперь это Государственный Театр Юного Зрителя имени А. А. Брянцева.

### Современность
В 2006 году была запланирована реконструкция площади. Проектом была предусмотрена замена всех бетонных плит площади и открытие фонтанного комплекса (подобные проекты были осуществлены на Московской площади и площади Ленина). Но тогда финансирование выделено не было. В 2009 году рядом с площадью открылась станция метро «Звенигородская». В 2014 году по проекту ООО "Группа Алексея Шолохова «Балтсервисдизайн» архитекторов Алексея и Галины Шолоховых проведён капитальный ремонт сада на Пионерской площади, включающий реконструкцию пешеходных транзитов, замену мощения, малых архитектурных форм, детских площадок, посадку новых деревьев цветов и кустарников. Реконструированный сад торжественно открыт 9 сентября 2014 года губернатором Санкт-Петербурга Г. С. Полтавченко. В 2015-м году запланирован ремонт пандусов ТЮЗа и мощение площади на участке, примыкающем к Театру юных зрителей .
На площади часто проходят митинги.

## Достопримечательности

### Театр юных зрителей имени А. А. Брянцева(Пионерская площадь, дом 1)
Театр юных зрителей имени А.А. Брянцева построено в 1959-1960 годах по проекту архитекторов А.В. Жука, Т.П. Коротковой, Н.Н. Федоровой, М.А. Вильнер и инженера Л.З. Бабуриной. Перед главным фасадом установлены две скульптурные группы: «Юноши» и «Девушки» под общим названием «Юность».

### Военно-автомобильная школа (Пионерская площадь, дом 3,Подъездной переулок, дом 4)
Военно-автомобильная школа. Главное здание или Управление тыла Ленинградского военного округа. Здание в стиле неоклассицизма построено в 1915-1916 годах по проекту военного инженера И.Л. Балбашевского для Военно-автомобильной школы, основанной в 1915 году. Плавно скругленные углы здания увенчаны куполами и украшены колоннадами.

### Солдатская казарма (Подъездной переулок, дом 2, Загородный проспект, дом 48)
Солдатская казарма или Поликлиника № 28. Здание в стиле классицизм построено в 1797-1798 годах по проекту архитекторов Ф.И. Волкова, Ф.И. Демерцова для солдатских казарм Семёновского лейб-гвардии полка. Сейчас здесь находится Городская поликлиника № 28.

### Сад Театра юных зрителей
Сад Театра юных зрителей площадью 6,85 га разбит в 1962 году. В 2014 году сад капитально отремонтировали.

#### Памятник А.С. Грибоедову
Памятник А.С. Грибоедову открыт 23 ноября 1959 года по проекту скульптора В.В. Лишева и архитектора В.И. Яковлева. Бронзовая сидячая фигура установлена на шестигранном постаменте из серого полированного гранита.

## Транспорт
Недалеко от площади находятся станции метро  «Пушкинская» (пешком 300 м),  «Звенигородская» (300 м).